# Hansta
Hansta – dzielnica (stadsdel) Sztokholmu i rezerwat przyrody położony w jego północno-zachodniej części (Västerort). Wchodzi w skład stadsdelsområde Rinkeby-Kista. Rezerwat Hansta jest najdalej wysuniętym na północ obszarem leżącym w granicach gminy Sztokholm. Graniczy z dzielnicą Akalla oraz z gminami Sollentuna i Järfälla.
Położona na Järvafältet, Hansta została włączona do gminy Sztokholm w 1982 roku. Wcześniej stanowiła część gminy Sollentuna. Od grudnia 1999 roku Hansta (Hansta naturreservat) jest jednym z rezerwatów przyrody w granicach miasta Sztokholm. Na jego terenie jest chroniony kompleks leśny z drzewostanem mieszanym. Rezerwat, poza znaczeniem przyrodniczym, ma duże znaczenie historyczno-kulturowe. Najstarsze zachowane zabytki archeologiczne datowane są na epokę brązu. Obszar rezerwatu jest miejscem wypocznku i edukacji. Jego teren pokrywa sieć ścieżek rowerowych i spacerowych. Prowadzona jest także działalność jeździecka. Niektóre części rezerwatu objęte są ochroną w ramach programu Natura 2000.
Powierzchnia rezerwatu przyrody Hansta wynosi 280 ha.